# Waschhaus Rue de Puiseux (Vauréal)

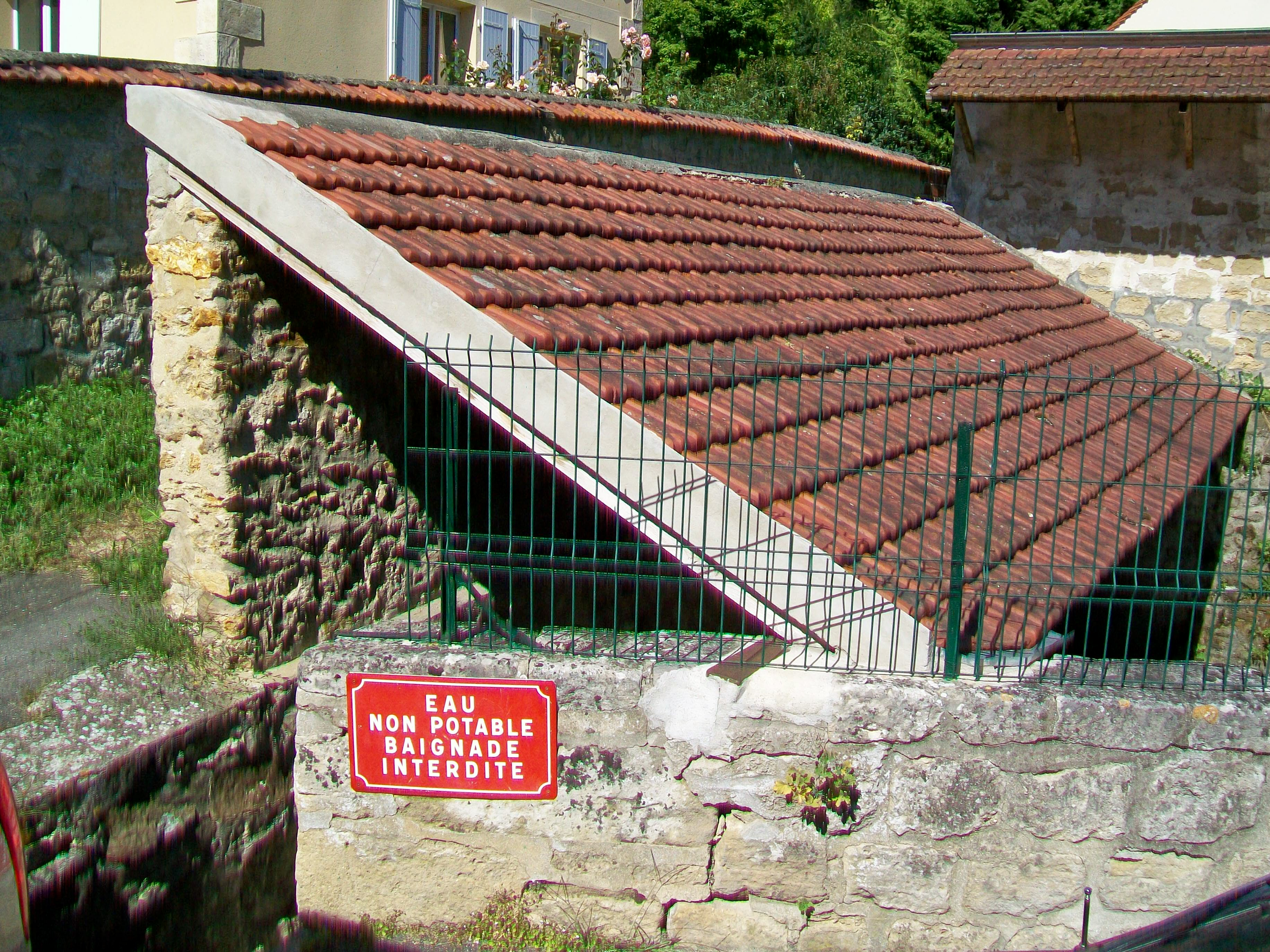
Waschhaus in der Rue de Puiseux in Vauréal (das rote Hinweisschild besagt: kein Trinkwasser, Baden verboten)

Das Waschhaus (französisch lavoir) in Vauréal, einer französischen Gemeinde im Département Val-d’Oise in der Region Île-de-France, wurde im 19. Jahrhundert errichtet. Das öffentliche Waschhaus mit Pultdach steht in der Rue de Puiseux und ist eines von vier erhaltenen Waschhäusern in Vauréal.